# Salle des Fêtes d'Ougrée-Marihaye

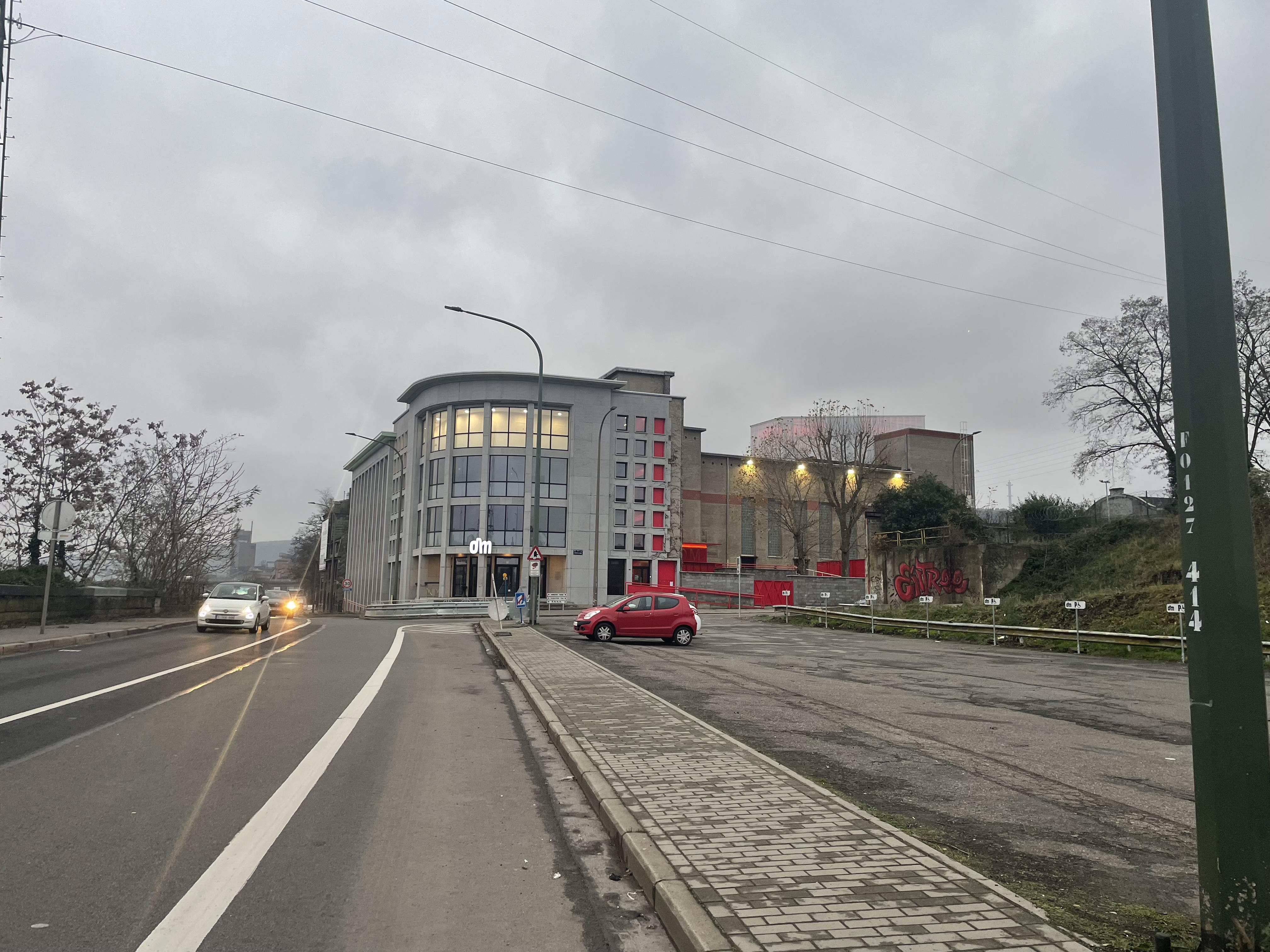
La salle des fêtes O.M. sur le quai Louva à Ougrée (Seraing).

La Salle des Fêtes d’Ougrée-Marihaye, dite O.M., est une salle de spectacles située en Belgique, dans la province de Liège.

## Une salle de fêtes d’entreprise des années 1950
Sur le quai Louva à Seraing, le bâtiment de l’O.M. a été conçu en 1948 par l’architecte liégeois Georges Dedoyard (1897-1988), pour le compte de l’entreprise S.A. d’Ougrée-Marihaye, active dans le domaine de l’exploitation de charbonnages.
L’édifice avait pour vocation de jouer le rôle de lieu de réunion pour le rassemblement du personnel de la société à l’occasion d’événements festifs. L’occupation a débuté en 1950.
À partir de 1955, après la fusion de la S.A. d’Ougrée-Marihaye avec la S.A. John Cockerill dans le nouveau groupe Cockerill-Ougrée, la salle est affectée à la même destination pour l’ensemble des cadres, salariés et ouvriers de l’entreprise.

## Architecture
Le bâtiment est implanté en bord de Meuse, à l’angle du quai Louva et de la rue de la Gare. Georges Dedoyard adopte pour la salle d’Ougrée-Marihaye le style moderniste. D’une grande qualité formelle, l’œuvre de Dedoyard s’inscrit dans le style « paquebot » caractéristique des années 1950 : fluidité des courbes, vastes baies qui donnent la lumière dans des coursives, subtil jeu d’horizontales et de verticales, la salle des fêtes d’Ougrée est un joyau dans le tissu architectural environnant.

## Rénovation auXXIesiècle
A la fin du XXe siècle, à la suite de l’effondrement de la sidérurgie dans le bassin industriel liégeois (transformation de Cockerill-Ougrée en Cockerill-Sambre, puis intégration dans le groupe Arcelor, fusion en Arcelor-Mittal, et enfin disparition de la production d’acier en région liégeoise en 2009), la salle des fêtes du personnel perd largement son rôle et est progressivement laissée à l’abandon et à la détérioration.
A l’initiative des autorités communales de la Ville de Seraing et de la Province de Liège, un projet de réaffectation voit le jour. La salle d’Ougrée-Marihaye devient une salle de concert et un studio d’enregistrement pour musiciens et jeunes talents émergents.
La rénovation a été pilotée par le bureau d’architecture « Atelier Chora ». La salle a rouvert en 2023.